# Goranci
Goranci – wieś w Bośni i Hercegowinie, w Federacji Bośni i Hercegowiny, w kantonie hercegowińsko-neretwiańskim, w mieście Mostar. W 2013 roku liczyła 175 mieszkańców, z czego większość stanowili Chorwaci.